# Always (película)
Always  es una película dirigida por Steven Spielberg en 1989. En Hispanoamérica se estrenó como Siempre y en España es conocida como Always (Para siempre).
Audrey Hepburn aparece en un pequeño papel. Fue su última película antes de retirarse del cine para dedicarse a los niños necesitados, como embajadora de UNICEF.

## Argumento
Pete Sandich (Richard Dreyfuss) es uno de los pilotos de una base de bomberos aéreos forestales. Confía en su pericia y se arriesga mucho para realizar mejor su trabajo. Mantiene una relación amorosa con Dorinda (Holly Hunter), una mujer que trabaja en la torre de control de la base. Un día Pete se arriesga demasiado y se mata con su avión. La siguiente escena está llena de luz, con Pete en un bosque totalmente quemado y al fondo, sobre un oasis de césped con flores, el personaje de Audrey Hepburn, que le confirma que está muerto, mientras simbólicamente le corta el pelo. Pete regresa a la Tierra como espíritu invisible, con la misión de liberarse del amor que siente por Dorinda para que ella pueda seguir siendo feliz, pues desde que Pete falleció no tiene control sobre su vida, profundamente apenada por su desaparición. Con el tiempo otro piloto (Brad Johnson) se enamora de Dorinda y Pete no sabe qué hacer para impedirlo, hasta llegar a la conclusión de que su amor por Dorinda le obliga a separarse definitivamente de ella, para que ella sea feliz.
Esta película está marcada por una canción muy especial, la canción de Pete y Dorinda: Smoke Gets in Your Eyes, interpretada por The Platters.

## Reparto
- Richard Dreyfuss como Pete Sandich.
- Holly Hunter como Dorinda Durston.
- John Goodman como Al Yackey.
- Brad Johnson como Ted Baker.
- Audrey Hepburn como Hap.
- Roberts Blossom como Dave.
- Keith David como Powerhouse.
- Ed Van Nuys como Nails.
- Marg Helgenberger como Rachel.
- Dale Dye como Don.
- Brian Haley como Alex.
- James Lashly como Charlie.
- Michael Steve como Grey.

## Fechas de estreno
| País                                                                          | Fecha de estreno                  |
| ----------------------------------------------------------------------------- | --------------------------------- |
| Alemania                                                                      | Jueves 5 de abril de 1990         |
| Argentina                                                                     | Jueves 26 de julio de 1990        |
| Australia                                                                     | Jueves 12 de abril de 1990        |
| Austria                                                                       | Viernes 6 de abril de 1990        |
| Bélgica                                                                       | Miércoles 21 de marzo de 1990     |
| Belice · Costa Rica · El Salvador · Guatemala · Honduras · Nicaragua · Panamá | Viernes 6 de abril de 1990        |
| Brasil                                                                        | Jueves 26 de abril de 1990        |
| Chile                                                                         | Viernes 17 de agosto de 1990      |
| Colombia                                                                      | Miércoles 15 de agosto de 1990    |
| Dinamarca                                                                     | Viernes 30 de marzo de 1990       |
| Ecuador                                                                       | Miércoles 18 de julio de 1990     |
| España                                                                        | Viernes 6 de abril de 1990        |
| Estados Unidos · Canadá                                                       | Viernes 22 de diciembre de 1989   |
| Filipinas                                                                     | Miércoles 5 de septiembre de 1990 |
| Finlandia                                                                     | Viernes 9 de marzo de 1990        |
| Francia                                                                       | Miércoles 14 de marzo de 1990     |

| País                 | Fecha de estreno                 |
| -------------------- | -------------------------------- |
| Grecia               | Viernes 19 de octubre de 1990    |
| Hong Kong            | Jueves 19 de abril de 1990       |
| Israel               | Viernes 1 de junio de 1990       |
| Italia               | Viernes 30 de marzo de 1990      |
| Japón                | Sábado 7 de abril de 1990        |
| Malasia              | Jueves 12 de abril de 1990       |
| México               | Jueves 7 de junio de 1990        |
| Noruega              | Jueves 26 de abril de 1990       |
| Nueva Zelanda        | Viernes 25 de mayo de 1990       |
| Países Bajos         | Jueves 5 de abril de 1990        |
| Perú                 | Jueves 28 de junio de 1990       |
| Portugal             | Viernes 6 de abril de 1990       |
| Reino Unido Irlanda  | Martes 20 de marzo de 1990       |
| República Dominicana | Jueves 15 de marzo de 1990       |
| Singapur             | Jueves 12 de abril de 1990       |
| Sudáfrica            | Viernes 11 de mayo de 1990       |
| Suecia               | Viernes 16 de marzo de 1990      |
| Suiza                | Viernes 16 de marzo de 1990      |
| Tailandia            | Sábado 5 de mayo de 1990         |
| Taiwán               | Sábado 30 de junio de 1990       |
| Turquía              | Viernes 28 de septiembre de 1990 |
| Uruguay              | Jueves 17 de enero de 1991       |
| Venezuela            | Miércoles 16 de mayo de 1990     |

- Datos: Q449743